# Bandera de los Emiratos Árabes Unidos
La bandera nacional de los Emiratos Árabes Unidos fue adoptada el 2 de diciembre de 1971.
Contiene los colores panárabes rojo, verde, blanco y negro, que simbolizan la unidad árabe.
Además cada uno de los colores tienen los siguientes significados:
- Verde: la fertilidad
- Blanco: la neutralidad
- Negro: la riqueza petrolera dentro de las fronteras del país
- Rojo: la unidad

## Otras banderas

Bandera civil alternativa
Bandera del presidente de los Emiratos Árabes Unidos, que es un monarca.
Bandera del presidente de los Emiratos Árabes Unidos (1973-2008)

## Bandera de cada emirato
Cada uno de los siete emiratos en los Emiratos Árabes Unidos tiene su propia bandera:

Bandera de Abu Dhabi
Bandera de Ajman
Bandera de Dubái
Bandera de Fujairah desde 1952 hasta su abolición, alrededor de 1975
Bandera de Ras al-Jaima
Bandera de Sharjah
Bandera de Umm al-Qaiwain

- Datos: Q134247
- Multimedia: Flags of the United Arab Emirates / Q134247